# Eriothrix rufomaculatus
Espèce
Eriothrix rufomaculatus est un insecte diptère de la famille des Tachinidae, de la sous-famille des Dexiinae.
Synonymes
- Musca rufomaculata
- Eriothrix rufomaculata